# Rujm el-Faridiyyeh
Rujm Faridiyyeh, das auch unter den Namen Rujm el-Faridiyyeh, Rujm al-Faridiyah und Rujm Faradeeyh (arabisch: Rujm, Rujma = Grabstein, Stele o. ä.) bekannt wurde, war die moderne Bezeichnung einer nabatäischen und/oder spätrömischen befestigten Straßenstation unmittelbar an der Via Traiana Nova. Die allgemeine Lehrmeinung sprach die kleine Anlage als römische Fortifikation an. Abweichende Aussagen wie die des britisch-australischen Provinzialrömischen Archäologen David L. Kennedy, gingen von einer Straßenstation oder wie der britische Archäologe George MacRae Findlater, von einer antiken oder islamischen Karawanserei aus. Nach Ausweis der geborgenen Keramikscherben wurde die Befestigung in byzantinischer Zeit offenbar nicht mehr verwendet. Die zwischen 2013 und 2014 mittels Bulldozer ohne vorhergehende archäologische Untersuchungen vollständig zerstörte Fundstelle befand sich rund 30 Kilometer südlich der Stadt Kerak im Gouvernement at-Tafila in Jordanien.

## Forschungsgeschichte
Rujm el-Faridiyyeh wurde bereits 1937 von Fliegern der Royal Air Force aus 60 Metern Höhe aufgenommen. Die in Zusammenarbeit mit dem jordanischen Antikendienst tätige Wadi el Hasa Archaeological Survey (WHS – „Archäologische Untersuchungen im Wadi el-Hasa“), war von 1979 bis 1983 mit einer fachübergreifenden Mannschaft an einer systematischen archäologischen Untersuchung der Südflanke des Wadi el-Hasa unter der Leitung des kanadischen Biblischen Archäologen Burton MacDonald tätig. MacDonald, der vielfach Pionierarbeit an den unterschiedlichsten jordanischen Fundstätten leistete, bezeichnete den Fundort von Rujm al Faridiyyeh, den Fundplatz-Nr. 406 seiner Untersuchungen, als seinen wichtigsten. Die Anlage wurde erstmals während seiner Forschungen nach wissenschaftlichen Maßstäben vermessen.
Nach einer ersten kleinen Zerstörung durch Bulldozer in den 1980er Jahren, wurde die Anlage zwischen 2013 und 2014 ohne vorhergehende archäologische Untersuchungen durch Planierraupen vollständig zerstört.

## Lage
Die Befestigung befand sich an der Via Traiana Nova, nachdem die von Norden kommende Straße das südliche Ufer des mächtigen Wadi el-Hasa hinaufgewunden hatte und sich am östlichen Ufer des Wadi Ja’is, einem Nebentrockental zum Wadi el-Hasa entlangzog. Das Wadi el-Hasa wiederum mündete an seiner südöstlichen Ecke in das Tote Meer. Es gab eine eindeutige Verbindung zwischen der antiken Straßentrasse und dem Bau der unmittelbar daran gebauten Befestigung. Die Befestigung stand nahe an dem tief über einen Steilhang abfallenden Ostufer des in das Kerak-Plateau eingeschnittenen Wadis Ja’is, das vom Rujm el-Faridiyyeh aus nach Norden in das Wadi el-Hasa entwässerte.

## Baugeschichte

### Befestigung

Der während der Wadi el Hasa Archaeological Survey erarbeitete Plan des Rujm el-Faridiyyeh unmittelbar an der Via Traiana Nova

Die Anlage wurde bei Meile 58 unmittelbar an der Via Traiana Nova errichtet. Obwohl das verstürzte Bauwerk nicht genauer datiert werden konnte, schien es MacDonald, in diesem Fall ein rund 36 m (Ost–West) × 42 m (Nord–Süd) großes rechteckiges Kleinkastell vor sich zu haben. Die Fortifikation befand sich rund 70 Meter nördlich der Quelle Ain al-Faridiyyeh und war mit seiner östlichen Umfassungsmauer parallel zur Via Traiana Nova ausgerichtet. Die Befestigung erfüllte Bedingungen des Zentralhoftypus mit abgehenden Räumen, die unmittelbar an die Umfassungsmauer angebaut waren. Diese Räume schienen auf mindestens drei Seiten des rechteckigen Innenhofs existiert zu haben. Es fehlte jedoch jeder Hinweis auf Wehrtürme, wie sie vom klassischen Standardtypus der spätrömischen Quadriburgia bekannt sind. MacDonald berichtete 1984 auch von „kürzlichen Beschädigung durch einen Bulldozer“ und gab an, dass die östliche Umfassungsmauer noch am besten erhalten war. Dort hatten sich sechs Schichten aus gut verlegtem Opus pseudoisodomum erhalten. Die untersuchten Keramikfunde, die von diesem Fundplatz stammten, wurden zumeist ganz grob als „nabatäisch/römisch“ identifiziert. Detailliertere Analysen durch MacDonald und seiner Mannschaft, bestimmten 320 frührömisch-nabatäische (ca. 63 v. Chr.–135 n. Chr.) sowie 70 spätrömische (ca. 135–324) Scherben. Die Archäologen stellten fest, dass sich nur in sehr geringem Maße bemalte nabatäische Keramik an dieser Fundstelle fand. Auch Kennedy bestätigte die überwiegenden keramischen Funde für die nabatäische und römische Epoche, was für eine fortgesetzte Nutzung der Fortifikation nach der Annexion des Nabatäerreiches während der Regierungszeit des Kaisers Trajan (98–117) im Jahr 106 n. Chr. sprach. Zur Sicherung der neugewonnenen Gebiete ließ der Kaiser zwischen 107 und 114 n. Chr. mit der Via Traiana Nova eine von Süden nach Norden verlaufende Militärstraße entlang des damaligen Limesverlaufs ausbauen, die von der Hafenstadt Aila (Akaba) am Roten Meer bis zum Legionslager Bostra im heutigen Syrien reichte. Die dort stationierte Legio III Cyrenaica zeichnete für den Bau der Straße verantwortlich.
Findlater, der sich 2003 in seiner Dissertation sehr kritisch mit den bis dahin erfolgten Bewertungen der Anlage als militärisches Bauwerk beschäftigte, fand diese Einschätzung als „etwas irreführend“ und forderte, Rujm Faridiyyeh solle „nicht als militärischer Fundplatz aufgeführt werden“. Er gab an, dass einige der bisher dem Militär zugeschriebenen turmlosen Zentralhofanlagen, wie El-Hammam und El-Mutrab, Karawansereien entsprechen würden und schlussfolgerte, der Typus sei ein häufiges Merkmal der nahöstlichen Architektur in der antiken und islamischen Periode. Er betonte insbesondere die nur bei ihm in Rujm el-Faridiyyeh erwähnte spätislamische Keramik (1174–1918) und gab als weiteres Argument für eine zivile Nutzung der Fundstelle zudem die Häufigkeit ähnlicher Bauten an der Via Traiana Nova an.
Der amerikanische Provinzialrömische Archäologe Samuel Thomas Parker, der mit einer Mannschaft aus Wissenschaftlern unterschiedlicher Disziplinen von 1980 bis 1989 im Rahmen des Limes Arabicus Projects archäologische Expeditionen an den arabischen Limes unternahm, stellte fest, Rujm al Faridiyyeh hätte die „dicht besiedelte Region im Westen“ geschützt. Dort lagen im Hinterland die Siedlungen und landwirtschaftlichen Betriebe, die unter anderem mit den bedeutenden Handelsstädte im Land und entlang der Mittelmeerküste in nabatäisch-römischer Zeit prosperierten. Findlater sah Parkers Bewertung dieses Fundplatzes als „völlig falsch“ an, da er den Ort topographisch als „schwierig“ und „unpraktisch“ bewertete.

## Wachtürme
Rund 70 Meter westlich von Rujm al Faridiyyeh befindet sich ein Wachturm unmittelbar an der Klippe über dem rund 60 Meter tiefer eingegrabenen Wadi Ja’is. Mit diesem Turm konnte rund 70 Meter weiter südlich verlaufende Quelle Ain al-Faridiyyeh im Blick behalten werden, deren Wasser bei Niederschlägen in das Wadi hinabstürzten. Ein zweiter Turm, befand sich rund einen Kilometer nördlich, wie die Fortifikation ebenfalls direkt westlich an der antiken Straßentrasse. Dieser Straßenturm war schon Jahre vor der Zerstörung des Rujm al Faridiyyeh mutwillig durch eine Planierraupe zerstört worden. Findlater wollte sich bei seiner Beurteilung dieser Türme nicht festlegen. Die Wachtürme in der jahrhundertelang befestigten Grenzzone sah er in seiner Dissertation als einen „allgegenwärtiger Teil der Landschaft“ der „auf viele Arten interpretiert werden kann“.

## Straßentrasse und Meilensteine
Die Via Traiana Nova, die unmittelbar an der Befestigung vorbeiführte, besaß an dieser Stelle ein Fundament aus vor Ort gesammelten Feldsteinen. Das Straßenbett war von erhöhten Bordsteinen eingefasst und an dem untersuchten Abschnitt sechs Meter breit. Im Umfeld des Rujm el-Faridiyyeh veröffentlichte der deutsche Theologe und Orientalist Peter Thomsen (1875–1954) im Jahre 1917 an der Trasse eine Abfolge von Meilensteinen aus der Zeit von Trajan bis Konstantin. Seine Nr. 133 wurde unmittelbar vor dem nördlichen Übergang der Straße über das Wadi el-Hasa entdeckt, die Nummern 134 und 135 lagen in kurzer Entfernung bereits nach der Furt am östlichen Ufer. Nach Thomsens Angabe befand sich der bei ihm mit der Nummer 140 genannte Stein nur wenig nördlich des am Rujm el-Faridiyyeh gelegenen Straßenturms. Seine anschließende Nummer 141, die aus drei Steinen bestand, kann etwas südlicher von der Befestigung verortet werden. Alle vier Meilensteine wurde bereits kurz vor 1900 während einer Forschungsreise durch den österreichischen Althistoriker Alfred von Domaszewski (1856–1927) und dem deutsch-amerikanischen Philologen Rudolf Ernst Brünnow (1858–1917) beschrieben. Auf der Nummer 140 fand sich keine Inschrift. Die Nummer 141a trug eine stark fragmentierte Inschrift:
]

P(ius) F(elix) Au[g(ustus) p(ater)]

patr[iae proco(n)s(ul)]

cons(ul) [
Übersetzung: „… der fromme und glückliche Augustus, Vater des Vaterlandes, Prokonsul, Konsul …“
Der Meilenstein 141b besaß die am besten erhaltene Inschrift und wurde im Jahr 230 aufgestellt:
Imp(erator) Caes(ar)

[M(arcus)] A[ur(elius) Severus]

Alexander Pius

Felix Aug(ustus)

[divi Se]veri nep(os)

[divi] Antonin[i]

Magni fortiss[imi]

filius co(n)s(ul) p(ater) p(atriae) p[ont(ifex)]

maxim(us) trib(unicia) po[t(estate)]

sub Caecilio [Felice]

leg(ato) Aug(usti) pr(o) [pr(aetore)
Übersetzung: „Dem Imperator Caesar Marcus Aurelius Severus Alexander, der fromme und glückliche Augustus, Enkel des vergöttlichten Severus, Sohn des vergöttlichten Antoninus, des großen Helden, Konsul, Vater des Vaterlandes, oberster Priester, mit tribunizischer Gewalt, unter dem Statthalter Caecilius Felix.“
Stein 141c bestand aus einer viereckigen Basis und beinhaltete lediglich die unbestimmbaren Buchstaben „GR“:

## Spätantiker rückwärtiger Limesverlauf zwischen dem Rujm el-Faridiyyeh und dem Rujm al-Qiran
| Name/Ort                                               | Beschreibung/Zustand |
| ------------------------------------------------------ | --- |
| Tafila-Busayra Archaeological Survey, Feld-Fundnr. 410 | An dieser Stelle befindet sich einer der für die Via Trajana Nova typischen Straßentürme. Wie so oft wurden in den antiken Bauresten in islamischer Zeit Verstorbene verscharrt. Während seiner Forschungen im Rahmen der von 1999 bis 2001 anberaumten The Tafila-Busayra Archaeological Survey(TBAS) sammelte Burton MacDonald mit seiner Mannschaft an dieser Fundstelle keramisches Material der frührömisch-nabatäischen Zeit. Die Weiternutzung der Turmstelle durch die römische Armee beweist die ebenfalls bei der Feldbegehung an diesem Platz entdeckte spätrömische Keramik. |
| Rujm Umm al-’Azam/Umm el-Azzam/Rujm Abu el-Azam        | Auf 1167 Höhenmetern befindet sich östlich und abseits der Via Traiana Nova der große Wachturm Rujm Umm al-’Azam. Der Platz wurde in den 1930er Jahren von dem Biblischen Archäologen Nelson Glueck (1900–1971) im Rahmen seiner mehrjährigen Expeditionen untersucht. Glueck konnte nicht sagen, in welche historische Periode das Bauwerk gehören könnte. Doch da er nur wenige, stark abgenutzte römisch-byzantinische Keramikfragmente fand, spekulierte er, ob dies der Platz einer römischen Fortifikation gewesen sein könnte. Andererseits gab er zu bedenken, dass die Baureste in ihrem Ursprung auch der Eisenzeit I (ca. 900–539 v. Chr.) zugesprochen werden könnten. Für MacDonald, der während der TBAS-Expeditionen in den Ruinen einen Wachturm sah, stellte der Rujm Umm al-’Azam einen besonders wichtigen Fundplatz dar, da er durch seine Lage auf einem markanten Bergrücken kilometerweit einsehbar war. Die Anlage wurde auf einem markanten, mit Hornstein übersäten Hügel erbaut, der sich in einer zerklüfteten, kargen Region befindet. Bereits zu Gluecks Zeit, war das Bauwerk unter dem Schutt seiner verstürzten tragenden Wände begraben, die aus grob behauenen Hornsteinblöcken bestanden. Dieser Schutthügel war bei MacDonald Untersuchungen noch rund sechs bis acht Meter hoch. Das rechteckige Bauwerk war nordwestlich-südöstlich orientiert und maß rund 11 (Nord-Süd) × 9 (Ost-West) Meter. Glueck beschrieb, dass sich im Inneren der Umwehrung ein Turm oder eine Plattform befand und sich oben auf dem Schutthügel ein modernes Grab befand. Weitere Fundamente nördlich und östlich der Turmstelle gehörten mutmaßlich ebenfalls zum Rujm Umm al-’Azam. Das steinerne Angelloch eines Torflügels wurde ebenfalls an diesem Fundplatz beobachtet, aber nicht archäologisch gesichert. Nach MacDonald diente der Rujm wahrscheinlich als Hauptkommunikationspunkt im optischen Fernmeldesystem der Römer zwischen den Gebieten im Norden und Süden. Von der Hügelspitze aus konnten viele andere Fundplätze deutlich eingesehen werden, darunter auch der ebenfalls durch die römische Armee genutzte Rujm al-Qiran, der sich rund 16 Kilometer südlich auf einem erloschenen Vulkankegel befand sowie der Rujm al-Hamra. Darüber hinaus waren Abschnitte der Via Traiana Nova im Norden und Süden erkennbar. Die durch MacDonalds Mannschaft aufgelesenen Funde von diesem Fundplatz brachte Steingeräte, sowie Keramiken der Eisenzeit II (ca. 900–539 v. Chr.), der römischen (ca. 135–324) bis spätbyzantinischen Zeit (ca. 324–660) zu Tage. Diesen Funden konnte noch frührömisch-nabatäische Keramik (ca. 63 v. Chr.–135 n. Chr.) zugeordnet werden. |
| Rujm al-Hamra                                          | Nachdem die Fundstelle bereits durch den Orientalisten Alois Musil (1868–1944) erwähnt wurde, berichtete auch Glueck von diesem Platz. Auf einem hohen Hügel befindet sich auf 1155 Höhenmetern dieser Wachturm. Nahebei führt die 2004 an dieser Stelle errichtete, offen geführte Wasserleitung südwestlich vorbei. Die Baureste der Turmstelle sind insbesondere an dessen Ostseite durch modernen Steinraub, der durch Baumaschinen stattfand, stark gestört. Die verstürzten Überreste des Rujm al-Hamra bedecken eine Fläche von rund 30 (Nord-Süd) × 31 (Ost-West) Metern. Aufgrund des Steinraubs ist es jedoch schwierig, ohne eine Ausgrabung zu sagen, wie groß die tatsächlichen Abmessungen des Bauwerks einst gewesen sind. MacDonald berichtete im Rahmen seiner TBAS-Expeditionen, dass der Turm selbst während seiner Beobachtungen noch rund vier Meter hoch erhalten war. Die mächtigen Steine, aus denen das Bauwerk errichtet wurde maßen rund 1,00 × 0,50 Meter. Es gibt eine weitere quadratische Struktur im Südosten, die rund 5 × 5 Meter misst. An ihrer Südseite wurde der Schutt durch Steinraub abgetragen, so dass während der Untersuchungen MacDonalds sechs Steinschichten des aufgehenden Mauerwerks freigelegt waren. Um den Fundplatz liegen verstreut sowohl tierische als auch menschliche Knochen. MacDonald stellte auch erhaltene Bestattungen fest, von denen einige jüngeren Datums waren. Die Beduinen hatten sie nicht nur auf der Spitze des Turmhügels, sondern auch entlang der Seiten der Ruine im Schutt vergraben. Die Turmstelle bot einen exzellenten Rundumblick, wobei auch der Rujm al-Qiran im Blickfeld lag. Die an dieser Fundstelle geborgene Keramik stammte aus der Eisenzeit und der römisch-byzantinischen Ära. |
| Rujm al-Qiran                                          | → Hauptartikel : Rujm al-Qiran |